# Luis Nario
Luis Nario Matus es un ingeniero, empresario y dirigente gremial chileno, expresidente de la Cámara Chilena de la Construcción (CChC).
Se tituló como ingeniero civil por la Universidad de Chile. Posteriormente realizó un posgrado en el Centro de Altos Estudios en Hormigón Armado y Pretensados de París, en Francia.
Desempeñó labores profesionales en Francia, Argentina y Venezuela. En Chile se incorporó como socio de Precon, compañía fundada en 1974 especializada en obras civiles.
En el ámbito gremial, se desempeñó como consejero de la CChC desde 1995, asumiendo como director de la entidad en 2004. Al interior del gremio, laboró como director de la Corporación de Capacitación y de la Corporación de Desarrollo Tecnológico, fue vicepresidente de la Caja de Compensación Los Andes (2002) y participó en diversas comisiones. Durante cuatro años fue, además, presidente del Comité de Contratistas Generales.
Entre sus credenciales también figura su incorporación como director del 
Instituto de Ingenieros de Chile en el periodo 1996-1997.
Ocupó la presidencia de la CChC entre 2006 y 2008.
Posteriormente se desempeña como Vicepresidente de AFP Habitat hasta marzo de 2017 y Director de ILC SA hasta septiembre de 2018.
En enero de 2018 es designado Presidente del Instituto de Ingenieros de Chile.